# Griveaudana festiva
Griveaudana festiva är en insektsart som beskrevs av Young 1986. Griveaudana festiva ingår i släktet Griveaudana och familjen dvärgstritar. Inga underarter finns listade i Catalogue of Life.